# Livin Van Den Breede
Livin Van Den Breede (Brussel, 14 juli 1924 - Berchem, 20 november 2010) was een Belgisch korfballer en sportbestuurder.

## Levensloop
Van Den Breede liep school in Sint-Jans-Molenbeek. In 1940, naar aan leiding van de Duitse bezetting van België tijdens de Tweede Wereldoorlog, vluchtte hij samen met drie vrienden per fiets naar Toulouse.
Op 18 augustus 1941 sloot hij aan bij korfbalclub Jong Brussel, waarmee een eerste wedstrijd speelde op 5 oktober van dat jaar. In seizoen 1945-'46 behaalde hij met deze club een derde plaats in de hoogste afdeling van de veldcompetitie. Eveneens bij Jong Brussel leerde hij zijn latere echtgenote Marcella Soetens kennen. Vanaf 1949 werd hij tevens actief als scheidsrechter.
Vanaf seizoen 1947-'48 werd hij actief binnen de Koninklijke Belgische Korfbalbond (KBKB) in de gewestelijke commissie Brabant. Op 25 januari 1953 werd hij vervolgens opgenomen in de beheerraad van de KBKB en op 5 september 1970 volgde hij Alfons Janssens op als voorzitter van de sportbond, een functie die hij zou uitoefenen tot 20 mei 1989. Hij werd in deze hoedanigheid opgevolgd door Herman Gielen.
In december 1976 werd hij verkozen tot beheerder van het BOIC, een functie die hij uitoefende tot september 1992. In deze hoedanigheid speelde onder meer een belangrijke rol in de opname van korfbal in het programma van de Wereldspelen.
Van opleiding was hij boekhouder. Van Den Breede was onder meer werkzaam bij Lever, houtimporteur Broersma-Thaels en een Antwerpse bouwonderneming.
Hij overleed op 20 november 2010 in RVT Sint-Anna te Berchem.